# Terapihund

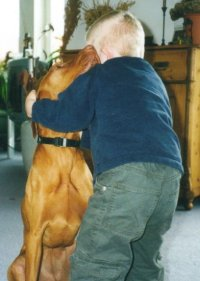
En terapihund i arbete.

Terapihund är en typ av social tjänstehund som tillsammans med en förare ger stöd till människor inom vård, skola och omsorg. Terapihund (engelska therapy dog) är ett internationellt begrepp för hundar i vården med internationell standard. I Sverige kan de även kallas rehabhund (kan även avse en servicehund), besökshund eller vårdhund. Det finns även specialiserade traumahundar. Som samlingsbegrepp håller terapihund på att i Sverige ersättas av den nya beteckningen social tjänstehund.
Terapihundar skiljer sig från assistanshundarna. Skillnaden mellan dessa kategorier är att assistanshunden enbart arbetar åt en person, sin förare, medan terapihunden tillsammans med sin förare arbetar med många olika vårdtagare. Utbildningarna för kategorierna skiljer sig därför åt.
En terapihund arbetar för att öka patientens, klientens eller elevens motivation, välbefinnande och hälsa. En terapihund arbetar med fysisk, psykisk, social och kognitiv träning. Hundarna används för terapeutiska besök hos människor som är inlagda på till exempel sjukhus, vårdhem, fängelse och psykiatriska institutioner, för att förbättra deras livskvalitet. Hundarna ska tåla att bli klappade och kelade med av helt okända personer.

## Tjänstehundar för personer med autismspektrumtillstånd

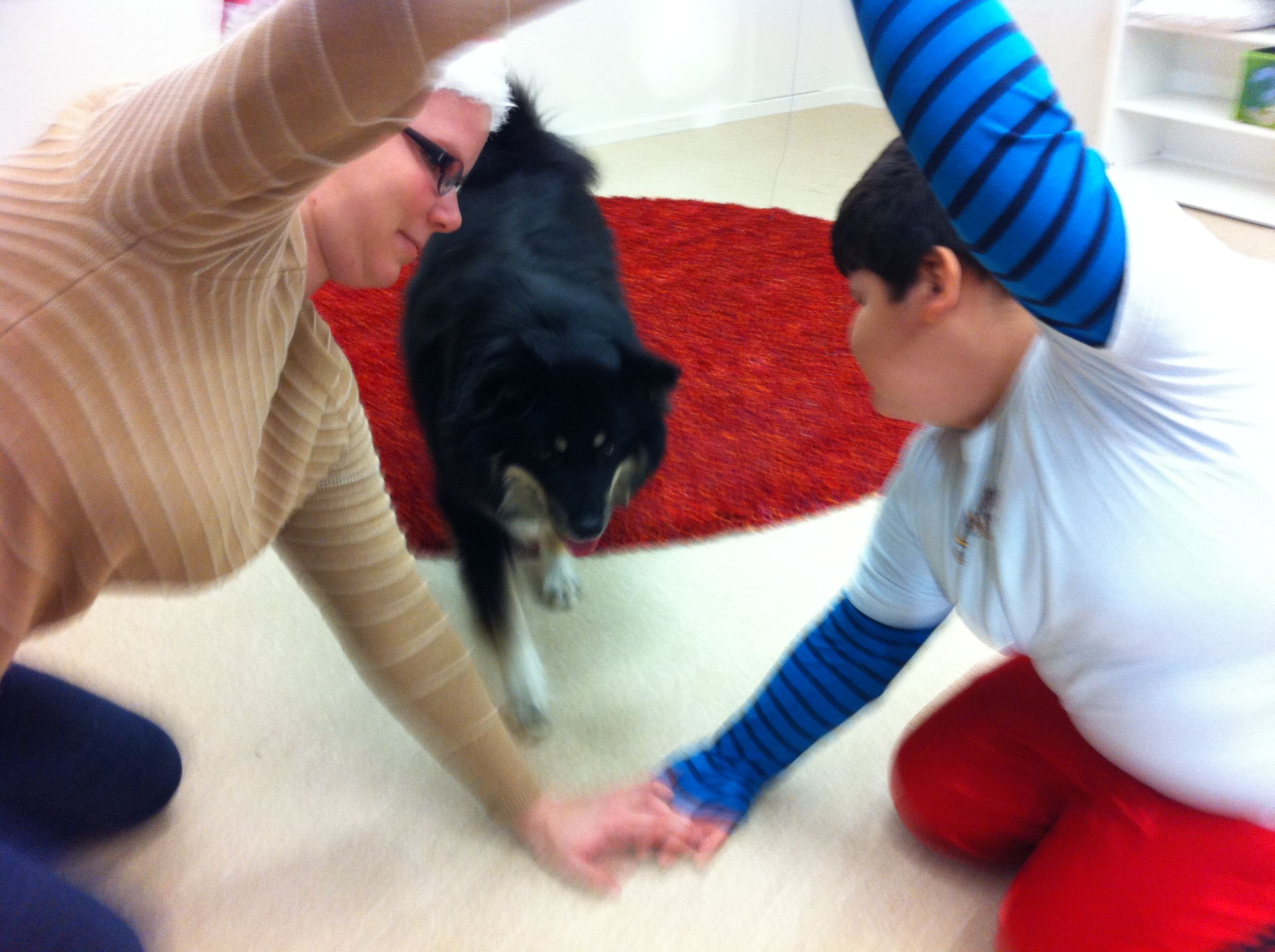
Habiliteringshund på skola

Tjänstehundar för personer med autismspektrumtillstånd kallas bl.a. habiliteringshundar. För att arbeta som habiliteringshund krävs det godkänt lämplighetstest, genomförd ettårig habiliteringshundutbildning samt godkänt certifieringsprov. Habiliteringshundlegitimationen uppdateras årligen för att garantera hög kvalitet och trygghet för brukare och elever. För att antas till utbildningen krävs att föraren har förkunskaper om eller erfarenhet av autismspektrumtillstånd. Habiliteringshunden arbetar i team tillsammans med sin förare. De arbetar i verksamheter som skola, boende och daglig verksamhet. Habiliteringshunden fungerar som ett pedagogiskt verktyg och hjälpmedel vid språk- och uttalsträning, motorikövningar och kunskapsinhämtning. Habiliteringshundens roll blir att bidra till att utveckla och stärka förmågor och färdigheter hos personen den arbetar tillsammans med.

## Vårdhund och terapihund i Sverige
I Sverige pågår en omdefiniering av begreppet terapihund för att skilja begreppet från vårdhund. En vårdhund är då en hund med en vårdutbildad förare, medan terapihunden kan ha en volontär som förare. Utbildningskraven och kraven för certifiering skiljer sig också åt.

### Vårdhund
En diplomerad vårdhund har genomgått ett lämplighetstest tillsammans med sin förare. Hund och förare har sedan utbildats under ett år. Utbildningen avslutas med ett teoretiskt prov samt ett praktiskt test i simulerad vårdmiljö. Vårdhundshundsföraren måste ha vårdutbildning samt minst två års yrkeserfarenhet. Vårdhunden arbetar på ordination av legitimerad vårdpersonal (läkare, arbetsterapeut, sjukgymnast, sjuksköterska). Det finns skriftliga mål för vårdhundens insatser. Insatserna kan gälla en enskild vårdtagare eller en grupp. Resultaten dokumenteras. Under 2013 antog Swedish Standards Institute (SIS)  en nationell standard specifikt för vårdhundar. Den har nr 8760000:2013. År 2014 publicerade Socialstyrelsen en vägledning för "Hundar i vård och omsorg". Vägledningen beskriver de regelverk som gäller när hundar används inom vård- och omsorgsverksamheter.
Docent Catharina Nord vid Nationella Institutet för forskning om äldre och åldrande (NISAL), har gjort en utvärdering av två vårdhundsprojekt i äldreomsorgen i Uppsala kommun. Där visar hon att det är skillnad på vårdhundar och andra hundar inom vården. Ingeborg Höök har publicerat två böcker som beskriver vad en vårdhund är och gör, samt hur verksamhet med vårdhund bedrivs i Sverige.